# Polihimnija
Polihimnija (grč. Πολυμνια, Polymnia) jedna je od devet Muza, Zeusova i Mnemozinina kći. Zaštitnica je svetih pjesama i himana te retorike, a također i agrikulture, geometrije i pantomime.

## Etimologija
Polihimnijino ime izvedeno je od grčkih riječi πολyς, polus = "mnogo" i ‘υμνος hymnos = "himna", a izvedenica znači "bogata himnama".

## Karakteristike
Prikazivana je kao ozbiljna i zamišljena žena koja drži prst pored usta, odjevena u dug plašt i veo, a lakat joj počiva na stupu. Donosila je slavu piscima dobrih djela.

## Vanjske poveznice
- Polihimnija u klasičnoj literaturi i umjetnosti (engl.)